# Liste der Baudenkmäler in Brunnthal

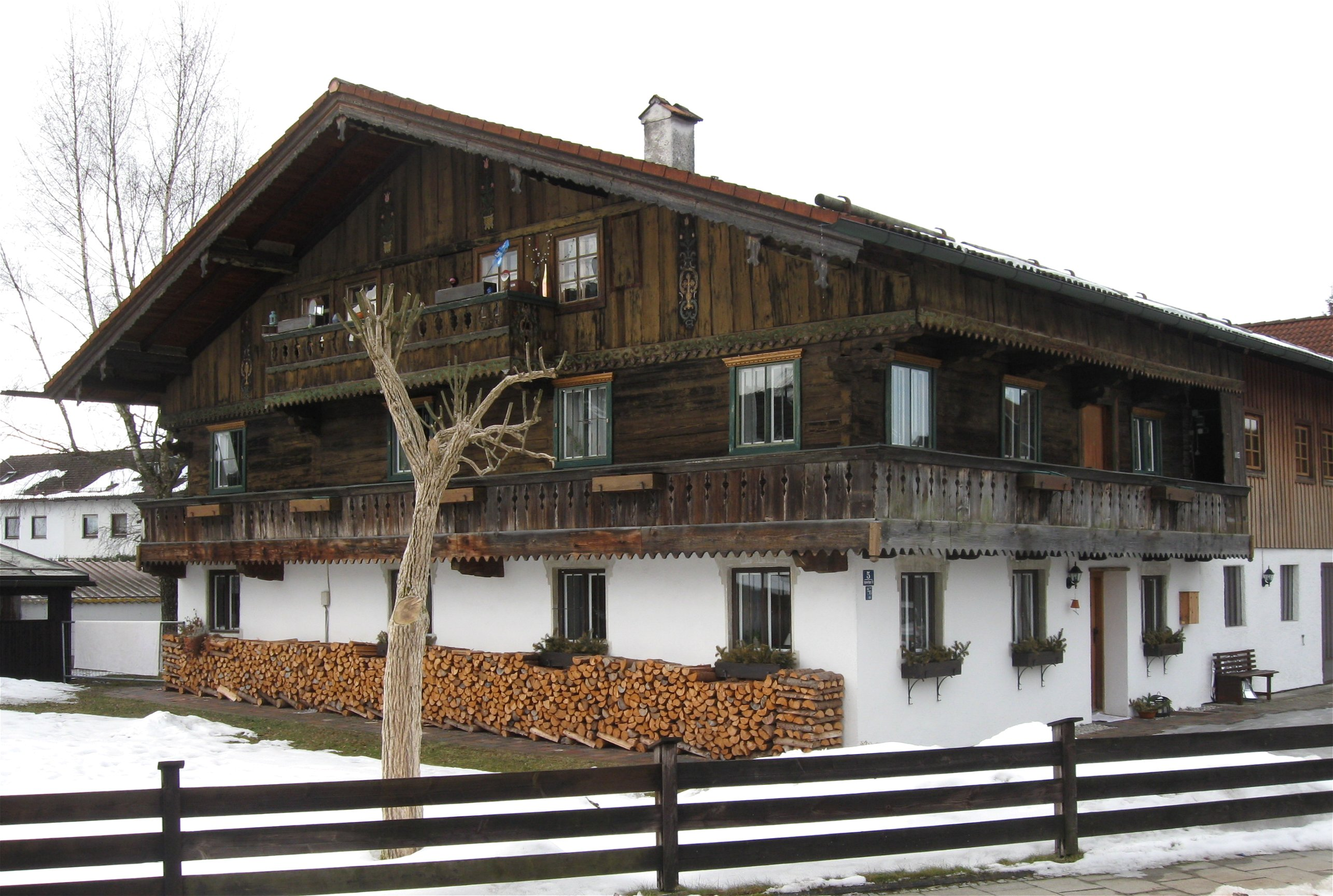
„Beim Kurz“ in Brunnthal

Auf dieser Seite sind die Baudenkmäler in der oberbayerischen Gemeinde Brunnthal zusammengestellt. Diese Tabelle ist eine Teilliste der Liste der Baudenkmäler in Bayern. Grundlage ist die Bayerische Denkmalliste, die auf Basis des Bayerischen Denkmalschutzgesetzes vom 1. Oktober 1973 erstmals erstellt wurde und seither durch das Bayerische Landesamt für Denkmalpflege geführt wird. Die folgenden Angaben ersetzen nicht die rechtsverbindliche Auskunft der Denkmalschutzbehörde.

## Baudenkmäler nach Ortsteilen

### Brunnthal
| Lage                              | Objekt                                                       | Beschreibung | Akten-Nr.    | Bild           |
| --------------------------------- | ------------------------------------------------------------ | --- | ------------ | -------------- |
| Englwartinger Straße 2 (Standort) | Katholische Pfarrkirche St. Nikolaus                         | Oktogonaler Saalbau mit vorgestelltem Ostturm im Stil des Barock, Neubau von Ignaz Anton Gunetzrhainer 1740/41, Turm 1863; mit Ausstattung                                                 | D-1-84-114-1 | weitere Bilder |
| Englwartinger Straße 5 (Standort) | Wohnteil des ehemaligen Bauernhauses, sogenannt Beim Kurz    | Zweigeschossiger Flachsatteldachbau mit Blockbau-Obergeschoss und umlaufender Laube, bezeichnet mit 1674, Veränderungen im 18. und 19./20. Jahrhundert                                     | D-1-84-114-2 | weitere Bilder |
| Flurstraße 25 (Standort)          | Ehemalige Fabrikantenvilla                                   | Zweigeschossiger Putzbau mit Walmdach, klassizisierendem Eingangsportikus und mit flankierenden Rundtürmen mit Zwiebelhauben, 1935–38                                                      | D-1-84-114-3 | weitere Bilder |
| Hofoldinger Straße 6 (Standort)   | Wohnteil des ehemaligen Einfirsthofes, sogenannt Beim Faschl | Zweigeschossiger Flachsatteldachbau mit Blockbau-Obergeschoss, Laube und Giebellaube, um 1810/12                                                                                           | D-1-84-114-4 | weitere Bilder |
| Münchner Straße 7 (Standort)      | Ehemaliger Einfirsthof, sogenannt Beim Schelshorn            | Zweigeschossiger Flachsatteldachbau mit verputztem Blockbau-Obergeschoss, Giebellaube und barocken Balkenköpfen, Ende 18. Jahrhundert                                                      | D-1-84-114-5 | weitere Bilder |
| Münchner Straße 21 (Standort)     | Wohnteil des ehemaligen Bauernhauses, sogenannt Beim Weber   | Zweigeschossiger Einfirsthof mit flachem Satteldach und barocken Balkenköpfen, Wohnteil im Kern wohl Blockbau, Ende 18. Jahrhundert, Putzdekor und Balusterlaube wohl Ende 19. Jahrhundert | D-1-84-114-6 | weitere Bilder |
| Riedhauser Straße 1 (Standort)    | Wohnteil des ehemaligen Bauernhauses, sogenannt Beim Winkl   | Zweigeschossiger Satteldachbau mit Blockbau-Obergeschoss und Balkon, Ende 18./Anfang 19. Jahrhundert                                                                                       | D-1-84-114-7 | weitere Bilder |

### Faistenhaar
| Lage                             | Objekt                                                     | Beschreibung | Akten-Nr.             | Bild                                    |
| -------------------------------- | ---------------------------------------------------------- | --- | --------------------- | --------------------------------------- |
| Dorfstraße 6 (Standort)          | Wohnteil der ehemaligen Wagnerei Reiser                    | Zweigeschossiger Flachsatteldachbau in Blockbauweise mit umlaufender Laube, 1691 | D-1-84-114-8          | Wohnteil der ehemaligen Wagnerei Reiser |
| Kirchweg 1 (Standort)            | Katholische Filialkirche St. Peter und Paul                | Barocker lisenengegliederter Saalbau mit eingezogenem polygonalem Chor auf Grundlage einer mittelalterlichen Kirche, seitlich angefügtem Zwiebelturm und Sakristei am Chorscheitel, erbaut 1683–1735, Sakristei 1750, Turm mittelalterlich; mit Ausstattung | D-1-84-114-9 Wikidata | weitere Bilder                          |
| Miesbacher Straße 2 (Standort)   | Nebengebäude des Gasthauses Altwirt                        | Erdgeschossiger langgestreckter Putzbau mit Steildach, Ende 19. Jahrhundert | D-1-84-114-10         | weitere Bilder                          |
| Ottobrunner Straße 7 (Standort)  | Wohnteil des Einfirsthofes, sogenannt Beim Metzger         | Verputztes zweigeschossiges Bauernhaus mit Giebelbalkon, traufseitigem Balustersöller und flachem Satteldach, Anfang 19. Jahrhundert | D-1-84-114-13         | weitere Bilder                          |
| Ottobrunner Straße 15 (Standort) | Wohnteil des Einfirsthofes, sogenannt Beim Glas oder Jackl | Zweigeschossiger verputzter Wohnteil mit Erweiterung unter geschlepptem Dach an der Südseite, traufseitiger Söller mit Aussägearbeiten, Ende 18./Anfang 19. Jahrhundert                                                                                     | D-1-84-114-14         | weitere Bilder                          |
| Ottobrunner Straße 21 (Standort) | Ehemaliger Einfirsthof, sogenannt Beim Schmid              | Zweigeschossiger verputzter Flachsatteldachbau mit traufseitigem Söller, Ende 18./Anfang 19. Jahrhundert | D-1-84-114-15         | weitere Bilder                          |

### Hofolding
| Lage                               | Objekt                                                      | Beschreibung | Akten-Nr.     | Bild                                                        |
| ---------------------------------- | ----------------------------------------------------------- | --- | ------------- | ----------------------------------------------------------- |
| Faistenhaarer Straße 4 (Standort)  | Wohnteil des ehemaligen Bauernhauses, sogenannt Beim Schwab | Zweigeschossiger Flachsatteldachbau mit profilierten Balkenköpfen und Laubsägearbeit am umlaufenden Balkon und der Hochlaube, letztes Viertel 18. Jahrhundert          | D-1-84-114-16 | Wohnteil des ehemaligen Bauernhauses, sogenannt Beim Schwab |
| Fichtenstraße 1 (Standort)         | Wohnteil des ehemaligen Einfirsthofes, sogenannt Beim Stitz | Zweigeschossiger Blockbau mit Trauflaube und flachem Satteldach, 1742                                                                                                  | D-1-84-114-17 | weitere Bilder                                              |
| Höhenkirchner Straße 3 (Standort)  | Wohnteil des ehemaligen Bauernhauses, sogenannt Beim Krämer | Zweigeschossiger Satteldachbau mit Blockbau-Obergeschoss und Balusterlauben, 2. Hälfte 18. Jahrhundert                                                                 | D-1-84-114-18 | weitere Bilder                                              |
| Höhenkirchner Straße 18 (Standort) | Katholische Wallfahrtskapelle St. Maria (Liebfrauenkapelle) | Kleiner barocker Saalbau mit eingezogener Apsis und Chorwinkelturm mit Zwiebelhaube, 1759 neu erbaut, Turm 1797; mit Ausstattung                                       | D-1-84-114-19 | weitere Bilder                                              |
| Kirchplatz 2 (Standort)            | Ehemalige Schmiede                                          | Erdgeschossiger Massivbau mit steilem Satteldach, 2. Viertel 19. Jahrhundert                                                                                           | D-1-84-114-21 | weitere Bilder                                              |
| Kirchplatz 3 (Standort)            | Katholische Pfarrkirche Heilig Kreuz                        | Barocker Saalbau mit leicht eingezogener Apsis, angefügter Sakristei und Chorflankenturm mit Zwiebelhaube, 1708–23 von Johann Georg Ettenhofer erbaut; mit Ausstattung | D-1-84-114-20 | weitere Bilder                                              |
| Kirchplatz 4 (Standort)            | Ehemaliger Gasthof, sogenannt Beim Weindl                   | Zweigeschossiger Einfirsthof mit Flachsatteldach und streng symmetrischer fünfachsiger Aufteilung, 1880/90                                                             | D-1-84-114-22 | weitere Bilder                                              |

### Kirchstockach
| Lage                           | Objekt                             | Beschreibung | Akten-Nr.     | Bild           |
| ------------------------------ | ---------------------------------- | --- | ------------- | -------------- |
| Taufkirchner Straße (Standort) | Katholische Filialkirche St. Georg | Einschiffiger flacher Bau mit polygonalem Chorschluss und hölzernem Dachreiter, im Kern wohl um 1630, nach Brand 1833 wiederaufgebaut, Dachreiter 1871; mit Ausstattung | D-1-84-114-24 | weitere Bilder |

### Otterloh
| Lage                          | Objekt                                          | Beschreibung | Akten-Nr.              | Bild                                            |
| ----------------------------- | ----------------------------------------------- | --- | ---------------------- | ----------------------------------------------- |
| Tölzer Straße 1, 3 (Standort) | Wohnhaus des Parallelhofes, sogenannt Beim Moar | Zweigeschossiger Flachsatteldachbau in Blockbauweise von 1668, mit Dachaufbau und Lauben des 19. Jahrhunderts Ehemaliger Getreidekasten und Backofen (Nr. 3), zweigeschossiger Blockbau mit Laube und flachem Satteldach, 1690 | D-1-84-114-25 Wikidata | Wohnhaus des Parallelhofes, sogenannt Beim Moar |
| Tölzer Straße 6 (Standort)    | Katholische Kapelle Heilig Kreuz                | Kleiner Putzbau mit polygonalem Chorschluss, profiliertem Traufgesims und Dachreiter mit Zwiebelhaube, wohl 2. Hälfte 18. Jahrhundert                                                                                          | D-1-84-114-26          | weitere Bilder                                  |

### Portenläng
| Lage                    | Objekt              | Beschreibung                                                                    | Akten-Nr.     | Bild                |
| ----------------------- | ------------------- | ------------------------------------------------------------------------------- | ------------- | ------------------- |
| Portenläng 1 (Standort) | Katholische Kapelle | kleiner Putzbau mit innenliegender Apsis, 18./19. Jahrhundert; mit Ausstattung. | D-1-84-114-27 | Katholische Kapelle |

## Ehemalige Baudenkmäler
In diesem Abschnitt sind Objekte aufgeführt, die früher einmal in der Denkmalliste eingetragen waren, jetzt aber nicht mehr. Objekte, die in anderem Zusammenhang also z. B. als Teil eines Baudenkmals weiter eingetragen sind, sollen hier nicht aufgeführt werden. Aktennummern in diesem Abschnitt sind ehemalige, jetzt nicht mehr gültige Aktennummern.
| Lage                                          | Objekt                                          | Beschreibung | Akten-Nr.                | Bild                                            |
| --------------------------------------------- | ----------------------------------------------- | --- | ------------------------ | ----------------------------------------------- |
| Faistenhaar Ottobrunner Straße 3 (Standort)   | Bauernhaus, sogenannt Beim Schweizer            | Einfirstanlage, Wohnteil verputzt, Giebelbalkon mit Aussägearbeiten, drittes Viertel 19. Jahrhundert                             | D-1-84-114-11 ? Wikidata | weitere Bilder                                  |
| Faistenhaar Ottobrunner Straße 6 a (Standort) | Ehemaliges Bauernhaus, sogenannt Beim Friedrich | Wohnteil verputzt, mit barocken Balkenköpfen und traufseitigem Söller, zweite Hälfte 18. Jahrhundert                             | D-1-84-114-12 ? Wikidata | Ehemaliges Bauernhaus, sogenannt Beim Friedrich |
| Hofolding Kirchplatz 6 (Standort)             | Ehemaliges Bauernhaus, sogenannt Beim Kronester | Einfirstanlage, Wohnteil verputzt, im Kern Blockbau, verbretterte Giebellaube, traufseitiger Söller, am Wirtschaftsteil Bundwerk | D-1-84-114-23 ? Wikidata | Ehemaliges Bauernhaus, sogenannt Beim Kronester |